# Volley Academy Sassuolo
La Volley Academy Sassuolo è una società pallavolistica femminile italiana con sede a Sassuolo.

## Storia
La società Volley Academy Sassuolo nasce il 5 maggio 2017 da un accordo tra due società storiche del volley sassolese, la Idea Volley Sassuolo e la San Francesco Volley, raccogliendo inoltre il testimone dalla Volley Academy Modena, settore giovanile della LJ.
Acquisisce quindi i diritti sportivi per disputare la stagione 2017-18 in Serie B1, al termine della quale la neonata società neroverde coglie la promozione in Serie A2 grazie alla vittoria nei play-off.
Nell'annata seguente, al debutto nel campionato cadetto, la squadra emiliana vince da matricola la Coppa Italia di categoria; in campionato arriva una agevole salvezza, raggiunta col primo posto nella pool salvezza, dopo aver concluso al sesto posto nel proprio girone la prima parte di stagione.
Dopo quattro stagioni in Serie A2, nell'estate del 2022 la società comunica la volontà di non proseguire l'attività della prima squadra annunciando contestualmente la cessione del titolo sportivo al club concittadino dell'Idea Sassuolo.

## Rosa 2021-2022
| N° | Nome                  | Ruolo | Data di nascita  | Nazionalità sportiva |
| -- | --------------------- | ----- | ---------------- | -------------------- |
| 1  | Francesca Mammini     | P     | 26 agosto 2004   | Italia               |
| 2  | Sara Colli            | L     | 14 luglio 2005   | Italia               |
| 3  | Aneta Zojzi           | S     | 23 maggio 2003   | Italia               |
| 5  | Martina Balboni       | P     | 29 gennaio 1991  | Italia               |
| 6  | Beatrice Gardini      | S     | 1º aprile 2003   | Italia               |
| 7  | Valentina Cantaluppi  | S     | 12 agosto 2004   | Italia               |
| 8  | Serena Moneta         | S     | 17 dicembre 1990 | Italia               |
| 9  | Karola Dhimitriadhi   | S     | 8 maggio 1996    | Italia               |
| 11 | Vittoria Fornari      | C     | 25 gennaio 2002  | Italia               |
| 12 | Federica Busolini     | C     | 22 luglio 1999   | Italia               |
| 13 | Aleksandra Rasińska   | O     | 6 novembre 1998  | Polonia              |
| 14 | Elena Rolando         | L     | 16 luglio 1999   | Italia               |
| 15 | Julia Stanev          | C     | 29 aprile 2004   | Italia               |
| 16 | Giada Civitico        | C     | 5 dicembre 2000  | Italia               |
| 17 | Marta Semprini Cesari | C     | 4 luglio 2004    | Italia               |

## Palmarès
- Coppa Italia di Serie A2: 1

2018-19